# عبد الرحيم ملحس
عبد الرحيم قاسم ملحس طبيب وسياسي عربي أردني ولد في عمان 1937. اكتسب المعرفة والعلم في لبنان وتخرج من الجامعة الأمريكية في بيروت حاملا شهادة بكالوريوس علوم، ثم شهادة دكتوراه في الطب، ثم شهادة تخصص بالجراحة العامة، تبعتها شهادة برمجة الحاسوب.
أما ثقافته فهي خليط من تاثيرات والده الطبيب الجراح، ومجتمع الرفاق في الحارة، والحزب القومي اليساري الذي انتمى إليه في بداية وعيه، ومناخ لبنان الثقافي، وتجربة العمل طبيبا في وحدات عسكرية قاتلت في فلسطين سنة 1967، ووحدات طبية مدنية عملت في سوريا سنة 1973، وعمله كوزير للصحة في الأردن، وبعد ذلك نائبا برلمانيا مستقلا معارضا منتخبا عن عمان تحت شعار " لقول الحقيقة مهما غلا الثمن"، إضافة إلى أسفاره وقراءاته وعمله كطبيب في القطاع الطبي الحكومي والعسكري والخاص على مدى ثلاثين عاما ونيف.
فجر أزمة سياسية عندما كان وزيرًا للصحة في الأردن إذ أعلن أن الوطن العربي يستهلك نفايات العالم، فاستقال عام 1994. خاض الانتخابات البرلمانية الأردنية عام 2003 رافعاً شعاراً واحداً: «مع الحقيقة مهما كان الثمن»، وفاز بمقعد نيابي في الدائرة الثالثة بالعاصمة عمّان التي تشهد أكبر تنافس. أقرّ لناخبيه بعدم قدرته على تقديم ما وعدهم به، وقرر عدم الترشح للانتخابات في الدورة التالية.

## النشأة
تفتح وعي الدكتور عبد الرحيم ملحس ليجد والده الدكتور قاسم ملحس صاحب واحد من أقدم المشافي الخاصة في عمان، الذي حمل اسم العائلة منذ أربعينيات القرن الماضي.

## التوجه السياسي
في التصنيفات السياسية يتم تصنيف الدكتور ملحس ضمن صفوف التيار القومي العروبي، واختار لنفسه مَوقعاً في خندق المعارضة دون أن يكون محسوبا على أي من أحزابها أو أطرافها المكشوفة، بل ظلت معارضته تبدو أقرب إلى الفهم الخاص والمزاج الخاص والتصرف الخاص أيضاً، لذلك حرص على ألا يكون من حصة أحد.

### الحكام العرب
لم يجد ناشراً لكتابه «لماذا نحن هكذا» بسبب تحريضه السياسي على تغيير الأنظمة العربية، حتى عام 2011، ولم يستجب حينها لضغوطات «حيتان المال» لتغيير أقواله بما يخدم مصالحهم. ويلفت ملحس إلى استخدامه المنهج العلمي الذي يمارسه في مهنته كطبيب من حيث ملاحظة الأعراض وتشخيص المرض ووصف العلاج، لذلك رأى أن فكرة التغيير متحققة.
«تتمثل أزمتنا في الحالة الأبوية القبلية التي نعيشها، ولا أقصد بالقبلية الانتماء للقبيلة إنما «مافيوية» الأحزاب أو الحكومات التي تتعامل على قادة تحقيق المنافع الشخصية وترسيخ النفوذ الواسع، فتظر بوصفها جسماً متجانساً شرعياً داخل الدولة يعمل لمصالحه الخاصة لا للمصلحة الوطنية».
«درست الصفات السيكولوجية والثقافية لشخصية الطبقة الحاكمة في الدول العربية، وكانت أخطر صفة على الإطلاق عدم جديّتها، وقدّمت اقتراحاً عملياً حول الصفات المطلوبة لديها». ويشخص مرض الحاكم العربي بـ«الأبوية» و«السلطوية» و«القبلية وانعدام الشرعية». خطورة الثقافة القبيلية في رأيه تتمثل في «السماح بدخول الأجنبي» الطامح لمساعدة معتنقيها في تحقيق أهدافهم الأنانية بالحماية والاستفادة والنفوذ، بينما سهّلت الثقافة الأبوية «شروط هذا الدخول وبقائه» بسبب فردية القرار وسهولة تقبّله عند منتسبيها.
واعتبر أن رفض الشعب المصري والعربي استقالة جمال عبد الناصر بعد اعترافه بمسؤوليته عن نكسة حزيران يونيو 1967، دليلاً صارخاً على رفض التخلي عن الأب. يقول في كتابه: «نلاحظ صراعاً يتزايد بين الثقافة الأبوية القبلية، التي من صلبها رفض التغيير والرضى بالواقع الراهن لإبقاء وتعظيم استفادتها، وبين ثقافة مدنية ما زالت برعمية ترفض قبول الواقع الراهن وتسعى إلى تغييره، ويحرّكها إيمانها بمبادئها».
ويرى أن ثورة الشباب في الدول العربية اندلعت بسبب الرغبة بالتخلص من سيطرة الأب وترسيخ مجتمع مدني يؤمن بالمواطنة وتتخلى عن الانتماء القبلي، أما الدول التي لم تقم بها الثورات فلا تزال تؤمن مجتمعاتها بالسلطة الأبوية القبلية وتخشى زوالها.

### طرق تغيير ثقافة الحاكم
لا يجد ملحس سوى ثلاث طرق لتغيير ثقافة الحاكم العربي، وهي وفق أولويتها:
- أن يتخلى الحاكم العربي عن ثقافته من تلقاء نفسه، فيتحوّل من حاكم أبوي سلطوي إلى قائد مدني ديمقراطي. ويأس الملحس من انتظار «التغير التلقائي».
- التغيير بالإقناع، رغم ما أثبتته التجارب العملية من مواجهة الإقناع بـ«بطش الحاكم»، وادعائه بأن أي تغيير في ثقافة وطبيعة حكمه ستكون له عواقب وخيمة.
- وهنا يرى مؤلف «لماذا نحن هكذا» أن ثقافة الحاكم العربي لا تتغير إلاّ بتغييره هو نفسه.

## قالوا عنه
«ملحس شخصية اجتماعية وسياسية معروفة. فجّر خلال توليه وزارة الصحة قضية فساد الدواء والغذاء في الأردن، ولاحظ حينها أن هذه القضية امتداد لأسلوب الرأسمالية الأميركية في التعامل مع شعوب العالم الثالث واحتقارها لها، بل وتحويلها إلى مختبرات فئران لمنتجاتها المختلفة»، يقول الباحث والكاتب السياسي موفق محادين. ويرى محادين أن كتاب ملحس يشكلّ إضافة جديدة لمساهمات عربية سابقة مثل أعمال هشام شرابي وعلي زيغور وغيرهم.